# Руда (Івано-Франківський район)
Руда́ — село в Україні, у Рогатинській міській громаді Івано-Франківського району Івано-Франківської області.

## Історія
Згадується 4 грудня 1464 року в книгах галицького суду .
У 1939 році в селі проживало 640 мешканців (620 українців, 15 поляків, 5 латинників).
12 січня 2019 р. між селами Воронів і Руда знайдений повстанський архів УПА-Захід та ОУН.
12 червня 2020 року, відповідно до Розпорядження Кабінету Міністрів України  № 714-р «Про визначення адміністративних центрів та затвердження територій територіальних громад Івано-Франківської області», увійшло до складу Рогатинської міської громади.
19 липня 2020 року, в результаті адміністративно-територіальної реформи та ліквідації Рогатинського району, село увійшло до складу новоутвореного Івано-Франківського району.

## Населення

### Мова
Розподіл населення за рідною мовою за даними перепису 2001 року:
| Мова            | Кількість | Відсоток |
| --------------- | --------- | -------- |
| українська      | 471       | 99.58%   |
| російська       | 1         | 0.21%    |
| інші/не вказали | 1         | 0.21%    |
| Усього          | 473       | 100%     |

## Пам'ятки
У селі збереглася дерев'яна церква Богоявлення Господнього 1896

## Відомі люди
- о. Іриней Готра-Дорошенко — священик УГКЦ, чернець ЧСВВ, бандурист, особистий секретар Митрополита Андрея Шептицького, релігійний діяч,[7] ігумен Бучацького монастиря ЧСВВ.[8]